# ポストマップ
ポストマップ（英:Post map）は郵便ポストを主とした、ポスト周りの情報を掲載したウェブマッピングアプリケーションソフトウェアである。2006年から運営されている。現在は、AndroidとIOS向けにアプリ版も存在している。

## 概要
ボランティアから投稿された情報を運営元である株式会社モーフ（英：mowof, Inc.）によって承認し、公開されている。郵便ポストの位置情報、ポストの型、収集時刻、ポスト番号、担当郵便局、写真が掲載されている。また、郵便局の位置情報と写真も掲載されている。

## 統計
株式会社モーフはポストマップ内の集計データを公開している。
| 2025年6月19日現在          | 登録数  |
| -------------------------- | ------- |
| 郵便ポスト(コンビニ内以外) | 155,733 |
| コンビニ内ポスト           | 15,948  |
| 関係者専用ポスト           | 308     |
| 郵便局が収集しないポスト   | 145     |
| 郵便局                     | 23,602  |

| 2025年6月19日現在 | 登録数 | 割合  |
| ----------------- | ------ | ----- |
| 差出箱1号         | 3,948  | 2.5%  |
| 差出箱1号角型     | 7,521  | 4.8%  |
| 差出箱2号         | 4,491  | 2.9%  |
| 差出箱3号         | 194    | 0.1%  |
| 差出箱4号         | 53     | 0%    |
| 差出箱5号         | 0      | 0%    |
| 差出箱6号         | 1      | 0%    |
| 差出箱7号         | 83     | 0.1%  |
| 差出箱8号         | 870    | 0.6%  |
| 差出箱9号         | 5,804  | 3.7%  |
| 差出箱10号        | 30,757 | 19.8% |
| 差出箱11号        | 1,263  | 0.8%  |
| 差出箱12号        | 2,139  | 1.4%  |
| 差出箱13号        | 32,962 | 21.2% |
| 差出箱14号        | 65,096 | 41.9% |